# Franklin Burumi
Franklin Ramses Burumi (* 14. Mai 1991) ist ein ehemaliger indonesischer Leichtathlet, der sich auf den Sprint spezialisiert hat.

## Sportliche Laufbahn
Erste internationale Erfahrungen sammelte Franklin Burumi im Jahr 2010, als er bei den Juniorenweltmeisterschaften im kanadischen Moncton mit 10,66 s in der ersten Runde im 100-Meter-Lauf ausschied. Anschließend nahm er an den Asienspielen in Guangzhou teil und schied dort mit 10,55 s im Halbfinale aus und belegte mit der indonesischen 4-mal-100-Meter-Staffel in 39,87 s den fünften Platz. Im Jahr darauf kam er bei den Asienmeisterschaften in Kōbe mit 11,28 s nicht über den Vorlauf über 100 m hinaus, siegte anschließend aber in 10,37 s über 100 m bei den Südostasienspielen in Palembang sowie in 20,93 s auch im 200-Meter-Lauf sowie in 39,91 s auch im Staffelbewerb. Im September 2012 bestritt er in Rumbai seinen letzten offiziellen Wettkampf und beendete daraufhin seine aktive sportliche Karriere im Alter von nur 21 Jahren.
2009 wurde Burumi indonesischer Meister im 200-Meter-Lauf sowie 2010 über 100 m.

## Persönliche Bestzeiten
- 100 Meter: 10,32 s, 29. März 2011 in Surabaya
- 200 Meter: 22,93 s (+1,7 m/s), 14. November 2011 in Palembang